# Терьошина Олена Борисівна
Терьошина Олена Борисівна (Овечкіна) (нар. 2 лютого 1959) — радянська спортсменка українського походження, академічна веслувальниця, срібна призерка літніх Олімпійських ігор 1980 року, восьмиразова призерка чемпіонатів світу з академічного веслування у класі вісімка.

## Життєпис
Овечкіна Олена народилася 2 лютого 1959 року в Київ, УРСР. Тренувалася спочатку на базі клубу Локомотив, а потім Спартак у Києві. Після завершення професійної спортивної кар'єри стала працювати доцентом кафедри психології Національного університету фізичної культури.
Свою першу медаль на чемпіонаті світу Терьошина отримала під час змагань, що проходили в новозеландському місті Кембрідж в 1978 році. 4 листопада на території озера Карапіро радянська вісімка фінішувала першою з результатом 03:22.000 та отримала золоті нагороди змагань. Друге місце дісталося суперницям з Німецької Демократичної Республіки (03:26.120), а бронзові нагороди спортсменкам з Канади (03:28.340).
Срібною нагородою завершився виступ Терьошиной на літніх Олімпійських іграх 1980 року в Москві. У складі вісімки з результатом 3:04.29 веслувальниці фінішували другими, поступившись першістю суперницям з Німецької Демократичної Республіки (3:03.32 — 1 місце), але випередили румунок (3:05.63 — 3 місце).